# Primavera (Pernambuco)
Primavera es un municipio brasileño del estado de Pernambuco. Está ubicado a 81 km de la capital pernambucana, Recife. Administrativamente, el municipio es formado solo por el distrito sede y por el poblado de Piedra Blanca. Tiene una población estimada al 2020 de 15.101 habitantes.

## Historia
Los primeros asentamientos en la localidad se establecieron en torno al ingenio Primavera, perteneciente al capitán Lima Ribeiro. El distrito de Primavera fue creado por la Ley Municipal n.º 19 del 27 de noviembre de 1913, subordinado al municipio de Amaraji. Por el Decreto-Ley Provincial n.º 952 del 31 de diciembre de 1943 pasó a denominarse Caracituba. Se hizo municipio autónomo, con la denominación de Primavera, por la Ley Provincial n.º 4.984 del 20 de diciembre de 1963. El municipio fue instalado el 2 de marzo de 1964.

## Turismo
El municipio cuenta con el Parque Ecoturístico de la Cachoeira do Urubu (cascada de Urubu). Dentro del parque está una de las cascadas más altas del estado, con 77 metros de caída de agua, parte de la Mata Atlántica. Según los antiguos habitantes, la cascada tiene este nombre por ser el lugar de apareamiento de los urubus. La cascada es muy buscada para la práctica de Barranquismo (descendida de cascadas a través de cuerdas).